# Olympische Winterspiele 2018/Teilnehmer (Griechenland)
| Gelbes Symbol für Goldmedaillen mit stilisierten Olympischen Ringen | Graues Symbol für Silbermedaillen mit stilisierten Olympischen Ringen | Braundes Symbol für Bronzemedaillen mit stilisierten Olympischen Ringen |
| ------------------------------------------------------------------- | --------------------------------------------------------------------- | ----------------------------------------------------------------------- |
| —                                                                   | —                                                                     | —                                                                       |

Bei den Olympischen Winterspielen 2018 nahm Griechenland mit vier Athleten in zwei Disziplinen teil, davon zwei Männer und zwei Frauen. Fahnenträgerin bei der Eröffnungsfeier war Sophia Ralli.

## Teilnehmer nach Sportarten

### Ski Alpin
| Athleten         | Wettbewerbe  | 1. Lauf     | 2. Lauf       | Gesamt        | Gesamt        |
| Athleten         | Wettbewerbe  | Zeit        | Zeit          | Zeit          | Rang          |
| ---------------- | ------------ | ----------- | ------------- | ------------- | ------------- |
| Frauen           |              |             |               |               |               |
| Sophia Ralli     |              |             |               |               |               |
| Riesenslalom     | 1:22,46 min  | 1:19,20 min | 2:41,66 min   | 52            |               |
| Slalom           | 57,95 s      | 57,49 s     | 1:55,44 min   | 44            |               |
| Männer           |              |             |               |               |               |
| Ioannis Antoniou | Riesenslalom | 1:17,38 min | 1:15,92 min   | 2:33,30 min   | 46            |
| Ioannis Antoniou | Slalom       | DNF         | ausgeschieden | ausgeschieden | ausgeschieden |

### Skilanglauf
| Frauen            |                |             |    |               |               |               |               |               |               |    |
| Maria Danou       | 10 km Freistil | −           | −  | −             | −             | −             | −             | 31:04,1 min   | 76            | 76 |
| Männer            |                |             |    |               |               |               |               |               |               |    |
| Apostolos Angelis | 15 km Freistil | −           | −  | −             | −             | −             | −             | 38:56,4 min   | 81            | 81 |
| Apostolos Angelis | Sprint         | 3:47,10 min | 74 | ausgeschieden | ausgeschieden | ausgeschieden | ausgeschieden | ausgeschieden | ausgeschieden | 74 |